# Dicastillo
Dicastillo (en euskera: Deikaztelu) es un municipio español de la Comunidad Foral de Navarra, situado en la merindad de Estella, en la comarca de Estella Oriental y a 54,5 km de la capital de la comunidad, Pamplona. Su población en 2024 fue de 571 habitantes (INE).
Inicialmente adscrita a la zona no vascófona por la Ley Foral 18/1986, en 2017 el Parlamento navarro aprobó el paso de Dicastillo a la Zona mixta de Navarra.

## Símbolos
El escudo de armas de Dicastillo tiene el siguiente blasón: 

Trae de plata y tres castillos al natural

Algunos autores ponen de forma incorrecta cinco castillos en sotuer en lugar de tres y de esa forma está pintado en las vidrieras del Palacio de Navarra.

## Geografía
La localidad de Dicastillo está situada en la parte occidental de la Comunidad Foral de Navarra, dentro de Tierra Estella a una altitud de 557 m s. n. m. Su término municipal tiene una superficie de 33,32 km² y limita al norte con los municipios de Igúzquiza, Ayegui y Aberin, al este con los de Morentin, Oteiza (Baigorri) y Allo, al sur con el de Sesma y al oeste con los de Arróniz y Arellano.

### Relieve e hidrografía
El terreno se presenta de forma ondulada destacándose la sierra de Montejurra donde se alcanzan los 1000 m s. n. m. y los cerros de Ezquíbel y Barandalla y las lomas de San Pedro y Alto Redondo. La cota más baja de altitud se registra en Sorota un paraje fronterizo con el término de Allo. De la hidrografía destaca el paso del río Ega por su término.

### Clima
El clima es de tipo submediterráneo en la sierra de Montejurra y en el resto del término municipal mediterráneo. Este se presenta variable dependiendo de la cota de altitud y de la orientación del relieve. La temperatura media anual oscila entre 8°y 12 °C, el índice de precipitaciones anuales entre 500 y 1200 mm, registrándose al año entre 60 a 100 días lluviosos y el de evapotranspiración potencial oscila entre 600 y 725 mm.

## Demografía
Dicastillo cuenta con una población de 571 habitantes (INE 2024).
| Gráfica de evolución demográfica de Dicastillo entre 1842 y 2021                                                    |
| |
| Población de derecho según los censos de población del INE Población de hecho según los censos de población del INE |

### Pirámide de población
Los datos de la pirámide de población de 2010 se pueden resumir así:
- La población menor de 20 años es el 15,05 % del total.
- La comprendida entre 20-40 años es el 23,15 %.
- La comprendida entre 40-60 años es el 26,77 %.
- La mayor de 60 años es el 35,02 %.

## Administración y política
La administración política se realiza desde 1979 a través de un Ayuntamiento de gestión democrática cuyos componentes se eligen cada cuatro años por sufragio universal. El censo electoral está compuesto por todos los residentes empadronados en ella mayores de 18 años con nacionalidad española y de los otros países miembros de la Unión Europea. Según lo dispuesto en la Ley del Régimen Electoral General, que establece el número de concejales elegibles en función de la población del municipio, la Corporación Municipal está formada por 7 concejales. La sede del consistorio está emplazada en la plaza de los Fueros, 1.
En las elecciones municipales de 2011, la Agrupación Dicastillo (AD) es la fuerza más votada logrando el 51,64 % de los votos válidos y 4 concejales, lo cual supone mayoría adsoluta. La Agrupación Independiente Montejurra (AIM) con el 44,42 % consigue 3 concejales.
| Partido político                          | 2011  | 2011       | 2007  | 2007       |
| Partido político                          | %     | Concejales | %     | Concejales |
| Agrupación Dicastillo (AD)                | 51,64 | 4          | —     | —          |
| Agrupación Independiente Montejurra (AIM) | 44,42 | 3          | 66,08 | 7          |

| Mandato   | Nombre del alcalde             | Partido político |
| --------- | ------------------------------ | ---------------- |
| 1995-1999 | Miguel Ugarte García           | AIB              |
| 1999-2003 | José Carmelo Salvatierra Macua | AIM              |
| 2003-2007 | José Carmelo Salvatierra Macua | AIM              |
| 2007-2011 | José Carmelo Salvatierra Macua | AIM              |
| 2011-2014 | María José Sagasti Lacalle     | AD               |
| 2014-2015 | Inmaculada Hermoso Cía         | AD               |
| 2015-2017 | Javier Oteiza Gurucharri       | AIM              |
| 2017-2022 | Mikel Azcona Molinero          | AIM              |
| 2022-2023 | Iñaki Suso                     | AIM              |
| 2023-     | Miguel Ángel Remírez Hermoso   | AIM              |

## Servicios

### Educación
La localidad cuenta con un centro educativo público de educación primaria, el Colegio Público de Dicastillo.

Logotipo del CP Virgen de Nievas de Dicastillo

El blog del colegio se puede visitar en la siguiente dirección:
http://centros.educacion.navarra.es/cp.dicastillo/blog/

### Sanidad
El municipio pertenece al Área hospitalaria de Estella y a la zona básica de salud de Allo. La localidad cuenta con un consultorio médico dependiente de Servicio Navarro de Salud que se encuentra situado en la calle El Rebote 4.

### Transporte
Transporte inteurbano
- Autobuses La Estellesa
  - Línea Estella – Calahorra y Calahorra – Estella.
  - Línea Estella – Sartaguda y Sartaguda – Estella.

## Historia

### Edad Antigua
Son muchos los historiadores y cronistas que citan la existencia de la localidad durante la romanización de la península ibérica. De esta época quedan restos de un poblado en el Prado-Vedado un paraje situado entre Allo y Dicastillo.

### Edad Media
Durante la Edad Media la localidad fue lugar de señorío realengo que ha figurado en diversos documentos a partir del siglo XII generalmente como Dei Castella, poseyeron heredades en su término los monasterios de Irache e Iranzu, así como la Orden Hospitalaria de San Juan de Jerusalén durante los siglos XI y XII y sus primeros fueros datan del año 1187. En el siglo XIV, Carlos II de Navarra la da a perpetuo a Juan Martínez de Medrano.
En 1448, el príncipe Carlos de Viana la incluyó en el Condado de Lerín, al que perteneció hasta la primera mitad del siglo XIX aunque en 1496 Juan de Albret le concedió que siempre fuera realenga y nunca pudiese separarse de la corona aunque tras la conquista de Navarra volvió a dicho condado.

### Edad Moderna
Tras la conquista de Navarra se produjeron varias incursiones con ánimo de recuperar la tierra perdida por parte de los reyes destronados con ayuda de tropas francesas. En una de esas guerras el rey Carlos I le concedió a la villa el título de «Muy Noble» en reconocimiento al papel destacado que desempeñaron sus habitantes en la defensa de Fuenterrabía de las tropas francesas.
Según consta en una ejecutoria del año 1634, la villa pagaba al conde de Lerín una pecha (tributo) anual de 30.780 maravedíes por el impuesto de Cuartel, así como 2.160 maravedíes anuales por alcabala y otro impuesto de 2.250 maravedíes en dinero.

### Edad Contemporánea
Guerra de la Independencia
Durante la Guerra de la Independencia, en marzo del año 1811, el segundo batallón de la partida de guerrilleros de Francisco Espoz y Mina llegó a Dicastillo, procedente de Larraga, tras burlar la persecución de las tropas francesas. Permanecieron en la localidad 3 o 4 días y posteriormente se marcharon a Piedramillera para reunirse con el resto de la partida.
Reinado de Fernando VII
Con la derrota de los ejércitos napoleónicos y la expulsión de José Bonaparte, Napoleón le devolvió el trono de España a Fernando VII (Tratado de Valençay).
Entre 1814 y 1820 restauró el absolutismo, derogando la Constitución de Cádiz y persiguiendo a los liberales, aunque en 1820 un pronunciamiento militar dio inicio al llamado Trienio Constitucional, durante el cual se restablecieron la Constitución y los decretos de Cádiz, produciéndose una nueva desamortización. A medida que los liberales moderados eran desplazados por los exaltados, el Rey, que aparentaba acatar el régimen constitucional, conspiraba para restablecer el absolutismo, lo que se logró tras la intervención de los Cien Mil Hijos de San Luis en 1823.
Entre los habitantes de la localidad había una gran oposición al sistema constitucional lo cual se manifestó el 27 de mayo de 1822, cuando se produjo una exaltación protagonizada por algunos de sus habitantes dando gritos en contra de la Constitución, los cuales el alcalde, ayudado por el párroco y los regidores, a duras penas lograron parar. 
Esa misma noche entró en Dicastillo una partida de realistas, que tras cercar las casas de los regidores y del alcalde, entraron en la casa del último donde se llevaron 200 duros y en las casas de los milicianos donde se llevaron los caballos y las armas. Posteriormente ante la situación el alcalde y otros vecinos constitucionales huyeron de la localidad por unos días. El cabecilla realista Balda consiguió que se alistaran unos 84 vecinos tras invitarles a que lo hicieran.
Guerras Carlistas
Durante las Guerras Carlistas se llevaron a cabo importantes batallas en su término como la de Montejurra o el Robledo. En 1839 se produjo un fuerte incendio a consecuencia de los enfrentamientos, el cual asoló la villa y afectó también a su parroquia. Para compensar, las autoridades donaron a la localidad los retablos del Monasterio de Irache que por entonces se encontraba a merced de la rapiña y la destrucción a consecuencia de la Desamortización.

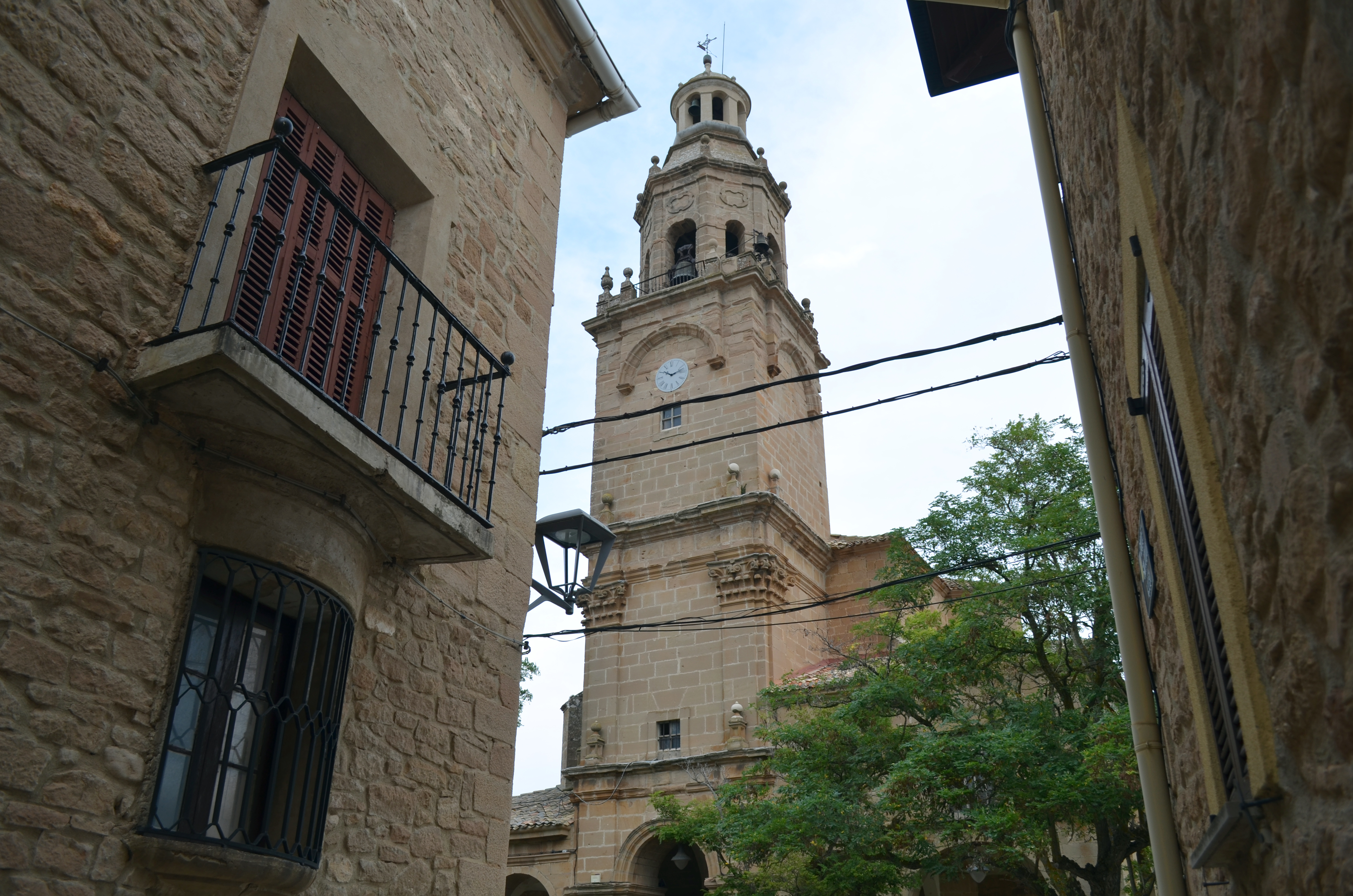
Torre de la iglesia de San Emeterio y San Celedonio, vista entre dos casas

## Cultura

### Patrimonio

#### Monumentos civiles
- El palacio de la Condesa de la Vega del Pozo es un edificio neogótico de finales del siglo XIX, situado al final de la calle Mayor. Tiene una fachada con dos torres almenadas ornada con una labra heráldica.[15]
- Puente Romano, situado en las afueras de la localidad sobre el río Mayor. A 500 m del puente, se encuentra una presa de la misma época.[15]

#### Monumentos religiosos
- La iglesia de San Emeterio y San Celedonio es un edificio de estilo gótico tardío construido en el siglo XVI. Tiene planta de cruz latina y está conformada por una nave de tres tramos con cabecera pentagonal, la cual está cubierta por una bóveda de crucería estrellada. En ambos laterales anteriores al crucero se encuentran unas capillas. Cuenta también con sacristía y coro a los pies. En la parte exterior muros de sillería, un pórtico y una torre primática con el cuerpo de campanas octogonal del siglo XVIII de estilo barroco.[15]

De su interior destaca la Virgen de Irache, una talla de finales del siglo XII, la cual se encontraba en el Monasterio de Irache hasta 1843-1844. Esta talla preside un retablo de estilo romanista de principio del siglo XVII procedente también de éste monasterio. Además se encuentran otros retablos manieristas del siglo XVII entre los que destacaríamos el de la Virgen del Rosario que contiene una arqueta con las reliquias de San Veremundo además de tener esculpidos en su frente y cubierta varios fragmentos de la vida de este santo. También destacan varias piezas barrocas como una talla de la Inmaculada de comienzos del siglo XVII de estilo bajorrenacentista.
- La iglesia del monasterio de San Pedro de Gazaga, de estilo cisterciense, en el siglo XIII (1226) fue donada al monasterio de Irache por el monarca navarro Teobaldo II. Es un edificio de planta rectangular formado por una sola nave cubierta por una bóveda de crucería adornada con tres claves que representan al Cordero místico, a la Virgen María y motivos vegetales en el tercero. En la parte exterior, muros de sillería apoyados en contrafuertes, dos puertas de entrada y una torre prismática. En los extremos de la nave se abren sendos óculos al exterior suavizando la robustez que presenta el conjunto. Este templo formó parte antiguamente de un monasterio.[15][17]

- La ermita de la Virgen de Nievas se encuentra situada en la parte alta de la localidad sobre un pequeño montículo. Fue construida en el siglo XVI y reformada en el XVIII. Tiene planta de cruz latina cubierta por una bóveda de arista, cabecera pentagonal y una cúpula de época barroca. También cuenta con una sacristía de forma rectangular y un coro alto a los pies. En el exterior tiene sus muros enlucidos ocultando el sillarejo. El presbiterio está cerrado por una reja de hierro del siglo XVIII y alberga la imagen de la Virgen de Nievas.[15]

### Deporte
Infraestructuras deportivas
- Frontón cubierto
- Piscinas municipales, cuentan con dos vasos, además de un bar, vestuarios, aseos, botiquín, zona verde y aparcamiento. Están abiertas al público del 15 de junio al 15 de septiembre